# 요시코 내친왕 (후시미 천황의 2황녀)
요시코 내친왕(일본어: 誉子内親王 よしこないしんのう[*], 생년 미상 - 겐무 3년/엔겐 원년 10월 10일 (1336년 11월 13일))은 가마쿠라ㆍ난보쿠초 시대의 황족이자 여원이다. 후시미 천황의 2황녀로, 어머니는 토인 킨무네의 딸 에이코이다. 여원호는 쇼기몬인 (章義門院)이다.

## 생애
에이닌 3년 (1295년) 8월 15일에 내친왕 선하와 준삼궁 선하를 받았다. 도쿠지 2년 (1307년) 6월 22일에 원호 선하를 받았다. 쇼와 2년 (1313년) 8월 13일에 출가하여 법명을 카이타츠신(解脱心)이라 하였다. 쿄고쿠파의 가인으로도 알려져, 『교쿠바와카슈(玉葉和歌集)』・『후가와카슈(風雅和歌集)』・『신쇼쿠코킨와카슈(新続古今和歌集)』에 합쳐서 12수가 들어가 있다.